# Senescales Regentes de Gondor
En el universo imaginario de J. R. R. Tolkien, los Senescales Regentes de Gondor son señores de raza Dúnedain y Capitanes Generales del reino de Gondor. Gobernaron el Reino del Sur luego de la desaparición del Rey Eärnur, presumiblemente a manos del Rey Brujo. Tomaron el mando bajo la fórmula «[...] esgrimir el bastón de mando y gobierno en nombre del rey, hasta que él vuelva [...]».

## Origen y funciones
Sus orígenes se remontan a la época del rey Rómendacil I quien instauró el cargo, y fueron elegidos por los propios reyes, de entre nobles valientes y de confianza del rey. No pertenecían a la línea directa de Elendil, sino a ramas de nobles, pero secundarias. Más tarde, los senescales descendieron de una sola línea nobiliaria: pertenecían a la Casa de Húrin, pues descendían de Húrin, Senescal del rey Minardil y señor de Emyn Arnen. 
Su función original era la de servir al rey en asuntos de palacio, tal como lo indica su nombre sindarin, arandur que puede traducirse como «sirvientes del rey». Cuando el peligro de invasiones extranjeras se hizo patente en épocas de decadencia del reino, estos asumieron el rol de comandantes en jefe; aunque no se les permitía dejar la ciudad capital por si el rey moría en acción. Así Pelendur gobernó Gondor tras la muerte del rey Ondoher y hasta la asunción de Eärnil II, entre los años 1944-1945 T. E.. Con la desaparición de Eärnur los senescales fueron regentes de Gondor, y gobernaron a lo largo de 969 años hasta la coronación de Aragorn.
Los senescales nunca ocuparon el trono, se sentaron al pie de un estrado, ubicado en la Torre Blanca de Ecthelion de Minas Tirith en un sitial de piedra sin ningún tipo de adorno; en un ancho primer escalón del estrado. Sus aposentos estaban ubicados en lo alto de la Torre. Tampoco tenían cetro, sino un bastón de mando de color blanco y su estandarte era un paño blanco sin ninguna figura. Sí poseían un sello distintivo, en un anillo de oro tenían grabadas, en letras tengwar, las siglas «R • ND • R» coronadas de tres estrellas, correspondientes a la palabra aR-aND-uR («senescal»).

## Simbología

Bandera blanca con la inscripción «R·ND·R», al estilo de los senescales de Gondor.

Los senescales de Gondor nunca osaron tomar ningún emblema heráldico propio, ni mucho menos usar las armas reales de Gondor (el Árbol Blanco de Minas Tirith y las estrellas de Elendil). Cuando debieron usar un emblema emplearon banderas blancas y las tres tengwar R·ND·R, por arandur (‘el senescal’ en sindarin); surmontadas por tres estrellas de cinco puntas.

## Breve historia
El primer Senescal en asumir la regencia del reino fue Pelendur, gobernando durante un año (1944-1945 T. E.) tras la muerte de Ondoher antes de que el Consejo del Reino decidiese coronar a Eärnil. Fue en esa época cuando se produjo la Reclamación del trono por parte de Arvedui, último rey de Arthedain. Desde su senescalía el cargo se hizo hereditario, y cuando no había descendientes directos por línea paterna se buscaba un aspirante por línea materna o por el pariente más próximo.
Mardil Voronwë, fue el primer Senescal en gobernar Gondor, luego de la muerte del último rey y lo siguieron 24 senescales hasta el retorno del rey Elessar. Faramir fue el último de quien se tenga memoria, quien volvió a vivir a Emyn Arnen junto a su esposa Éowyn.